# 2096 Väinö
2096 Väinö eller 1939 UC är en asteroid i huvudbältet som upptäcktes den 18 oktober 1939 av den finske astronomen Yrjö Väisälä vid Storheikkilä observatorium. Den har fått sitt namn efter Väinämöinen i den finska mytologin.
Asteroiden har en diameter på ungefär 11 kilometer.